# Parcella amarynthina
Parcella amarynthina is een vlindersoort uit de familie van de prachtvlinders (Riodinidae), onderfamilie Riodininae.
Parcella amarynthina werd in 1865 beschreven door C. & R. Felder.